# Romagnano al Monte
Romagnano al Monte é uma comuna italiana da região da Campânia, província de Salerno, com cerca de 415 habitantes. Estende-se por uma área de 9 km², tendo uma densidade populacional de 46 hab/km². Faz fronteira com Balvano (PZ), Buccino, Ricigliano, Salvitelle, San Gregorio Magno, Vietri di Potenza (PZ).
O centro histórico da localidade foi totalmente destruído no sismo de Irpinia em 1980, e a localidade foi abandonada, sendo construída uma nova a 2 km de distância. O centro é hoje uma cidade fantasma e atração turística tal como outra na mesma província Roscigno Vecchia.

## Demografia
| Variação demográfica do município entre 1861 e 2011                               |
|                                                                                   |
| Fonte: Istituto Nazionale di Statistica (ISTAT) - Elaboração gráfica da Wikipedia |

## Galeria

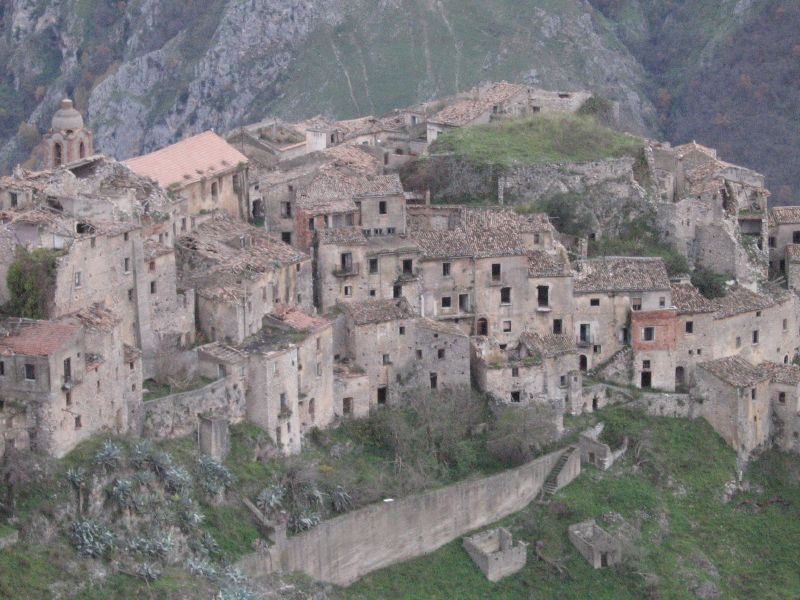
Vista do centro histórico
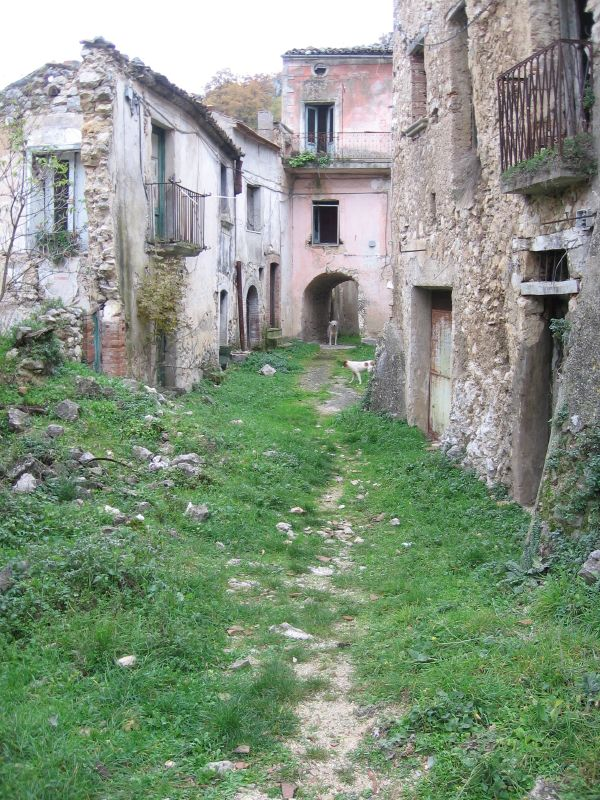
Rua do centro
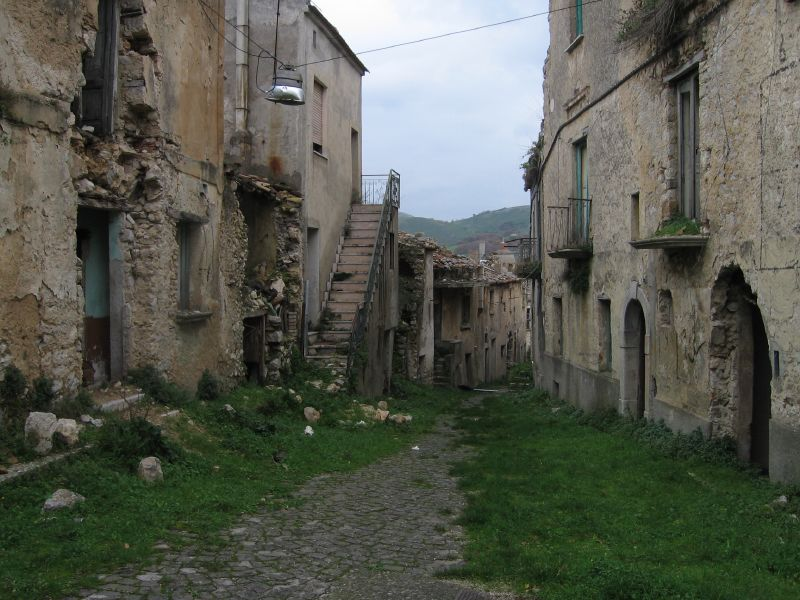
Rua do centro